# São Roque (Ponta Delgada)
São Roque es una freguesia portuguesa perteneciente al municipio de Ponta Delgada, situado en la Isla de São Miguel, Región Autónoma de Azores. Posee un área de 7,16 km² y una población total de 4 414 habitantes (2001). La densidad poblacional asciende a 616,5 hab/km². Se encuentra a una latitud de 37°45'N y una longitud 25°39'O.
- Datos: Q991698
- Multimedia: São Roque (Ponta Delgada) / Q991698

1. ↑  Worldpostalcodes.org,código postal n.º 9500-715.